# Speleomantes genei
Speleomantes genei е вид земноводно от семейство Plethodontidae. Видът е уязвим и сериозно застрашен от изчезване.

## Разпространение
Разпространен е в Италия.

## Описание
Популацията на вида е намаляваща.